# سلالة زاغو
سلالة زاغو (بالإنجليزية: Zagwe dynasty)‏ (ዛጉዌ ሥርወ መንግስት) كانت سلالة تحكم مملكة تاريخية في شمال إثيوبيا الحالية. وتمركزت في لاليبيلا، حكمت أجزاء كبيرة من الأراضي في حوالي 900 إلى 1270، عندما قتل آخر ملوك زاغو زا-إلماكنون في معركة من قبل قوات الملك الحبشي يكونو أملاك. ويعتقد بأن السلالة الحاكمة مستمدة من عبارة بالغة جعزية زي-أغاو (Ze-Agaw)، بمعنى «سلالة أغاو» في إشارة إلى شعب أغاو الذي شكل الطبقة الحاكمة. كان ملك زاغو الأكثر شهرة هو جبري مسكل لاليبيلا، الذي كان له الفضل في بناء الكنائس الصخرية في لاليبيلا.
وقد ذكر ديفيد بوكستون أن المنطقة الواقعة تحت الحكم المباشر لملوك زاغو «ربما احتضنت المرتفعات في إريتريا الحديثة وكل من منطقة تيغراي، وتمتد جنوبا إلى واغ ولستا ودموت (مقاطعة والو)، ومن ثم نحو الغرب بحيرة تانا (بيغمدير)» وخلافا لممارسة حكام إثيوبيا اللذين ظهروا في وقت لاحق، فان «تاديسي تامرات» يجادل ويقول: أنه في عهد أسرة زاغو كان ترتيب الخلافة هو الأخ الشقيق الناجح كملك، استنادا إلى قوانين أغاو الموروثة.